# Desa Karangasem (administrativ by i Indonesien, Yogyakarta, lat -8,02, long 110,53)
Desa Karangasem är en administrativ by i Indonesien.   Den ligger i provinsen Yogyakarta, i den västra delen av landet, 500 km öster om huvudstaden Jakarta.